# Szczurołap (film)
Szczurołap – polski film dokumentalny z 1986 roku w reżyserii i według scenariusza Andrzeja Czarneckiego, ze zdjęciami Piotra Sobocińskiego, Marcina Isajewicza oraz Mieczysława Herby. Bohaterem filmu jest szczurołap zajmujący się zabijaniem szczurów na skalę przemysłową. Szczurołap objaśnia swoją metodę pracy podczas wykonywania swego zlecenia w ubojni, gdzie zalęgła się masa szczurów. Ponieważ szczury są zwierzętami inteligentnymi, szczurołap stopniowo je oswaja, by w decydującym momencie je wytruć.
Szczurołap w momencie premiery był interpretowany jako alegoria polityczna; film odczytywano albo jako nawiązanie do ludobójstwa z okresu II wojny światowej, albo jako odniesienie do stanu wojennego. Niezależnie od interpretacji film został entuzjastycznie przyjęty przez krytyków; Alicja Iskierko z pisma „Ekran” opisywała Szczurołapa jako „wnikliwe, estetycznie dojrzałe i jednocześnie przerażające studium psychologiczne pewnej osobowości i pewnej metody”. Szczurołap był zwycięzcą Krakowskiego Festiwalu Filmowego zarówno w konkursie polskim (Złoty Lajkonik), jak i międzynarodowym (Złoty Smok), nagradzano go również na festiwalach w Clermont-Ferrand i w Mannheim.